# Margarethe Held (Malerin)
Margarethe Held (* 14. August 1894 in Mettingen; † 7. April 1981 in Berlin) war eine deutsche autodidaktische Zeichnerin. Ihre Werke entstanden im Kontext des Spiritismus und zeichnen sich durch einen mediumistischen Stil aus, in dem sie Geister, Götter, Naturwesen und kosmologische Visionen darstellte.

## Leben
Margarethe Held wurde in Mettingen (Westfalen) als Tochter eines Malers und Stuckateurs geboren. Nach dem Besuch einer Handelsschule arbeitete sie zunächst in einem Büro. 1921 heiratete sie im Alter von 27 Jahren den Oberfeldwebel Fritz Mäule. Bereits 1925 verstarb ihr Ehemann, kurz darauf auch ihr Vater an einer Fleischvergiftung. Diese Verluste führten zu ersten spiritistischen Erfahrungen, bei denen Held nach eigenen Angaben Kontakt zu Verstorbenen aufnahm, unter anderem mittels einer Buchstabentafel oder Planchette.
1926 lernte sie ihren zweiten Lebensgefährten, den Schauspieler und Regisseur Henry Oebels, kennen. Das Paar zog 1928 nach Berlin und betrieb dort eine Kinoagentur. Margarethe Held, die zwischenzeitlich Schauspielunterricht genommen hatte, war zu dieser Zeit auch als Statistin beim Film tätig. Nach dem Ende des Zweiten Weltkriegs trennten sich beide, woraufhin Held sich intensiver okkulten Praktiken zuwandte.

## Mediumistische Kunst
Im Jahr 1950 – während einer spiritistischen Sitzung – wurde Margarethe Held nach eigenen Angaben von einem Geistwesen namens „Siwa, Gott der Inder und Mongolen“ kontaktiert. Siwa forderte sie demnach auf, Papier und Stifte zur Hand zu nehmen und zu zeichnen. Obwohl Held weder zeichnerisch ausgebildet war noch besonderes Interesse an der Kunst hatte, begann sie unter der Anleitung Siwas mit der Produktion von fast 300 Zeichnungen.
Die Werke entstanden meist in schneller, automatisierter Weise mit Bleistift oder Farbstiften. Sie zeigen eine Vielzahl spiritueller Wesenheiten: Götter, Dämonen, Elfen, Faune, Naturgeister sowie Porträts Verstorbener. Charakteristisch sind linke Profilansichten oder Frontalporträts mit großen, schräg gestellten Augen. Meistens ergänzte sie die Zeichnungen um Wortinspirationen, welche die dargestellte Wesenheit charakterisieren.
Ihre künstlerische Tätigkeit endete abrupt im Jahr 1954. Erst über zwei Jahrzehnte später, 1977, veröffentlichte sie erneut – ihren Angaben nach auf Geheiß der Geisterwelt – das Buch Unkontrollierbares Universum. Es vereint automatische Schriften und Zeichnungen, in denen Held ihre Visionen über jenseitige Welten und göttliche Wesen darlegt.

## Rezeption
Trotz des autodidaktischen Charakters und der spiritistischen Kontexte ihres Werks wird Margarethe Held heute im Bereich der Art brut rezipiert.
1975 drehte Mechthild Rausch eine Fernsehdokumentation über die Künstlerin und organisierte in den Folgejahren einige Ausstellungen.
Eine erste institutionelle Einzelausstellung fand 1984 im Württembergischen Kunstverein in Stuttgart statt. Ihre Werke befinden sich heute in namhaften Sammlungen, darunter sind die Sammlung Zander in Köln, die Sammlung des österreichischen Künstlers Arnulf Rainer und die Sammlung des Museum of Everything in London.
Im Jahr 2021 wurde Helds Werk zudem durch die Schenkung Bruno Decharmes in die Sammlung des Centre Pompidou in Paris aufgenommen.

### Ausstellungen (Auswahl)
- Die automatische Botschaft der Margarethe Held aus Mettingen / Weltbild und Bilderwelt, Württembergischer Kunstverein, Stuttgart, Deutschland (1.11.–2.12.1984)[5]
- Margarethe Held, Galerie Susanne Zander, Köln, Deutschland (10.9.–5.10.1999)[5]
- Art Spirite mediumnique, visionnaire, message d’outre monde, Halle Saint Pierre, Paris, Frankreich (13.9.99–27.2.2000)[5]
- Wenn Geister malen lassen: Botschaften aus dem Zwischenreich, Museum Charlotte Zander, Bönnigheim, Deutschland (22.2.–20.6.2004)[5]
- Arnulf Rainer and his collection of Art Brut, La Maison Rouge, Fondation Antoine de Galbert, Paris, Frankreich (26.6.–9.10.2005)[5]
- The Message: das Medium als Künstler, Kunstmuseum Bochum, Deutschland (16.2.–13.4.2008)[5]
- KW69 #: Corinne Wasmuht: Versammlung der Zeichen I, Kunst-Werke Berlin, Deutschland (28.7.–11.9.2011)[5]
- Sous le vent de l’art brut – Collection Charlotte Zander, Halle Saint Pierre, Paris, Frankreich (17.1.–26.8.2011)[5]
- System and Vision, Delmes & Zander bei David Zwirner, New York, USA (28.2.–18.4.2015)[5]
- 27 Künstler, 209 Werke, Sammlung Zander, Bönnigheim, Deutschland (20.3.16–29.1.2017)[5]
- The Medium’s Medium: Spiritualist Art Practices from the Turn of the Century, The Gallery of Everything, London, Großbritannien (29.9.–22.12.2019)[5]